# Asnakech Ararsa
Asnakech Ararsa (ur. 17 lutego 1988 w Weliso) – etiopska lekkoatletka specjalizująca się w chodzie sportowym.
Zdobywczyni dwóch srebrnych medali w chodzie na 20 km na Mistrzostwach Afryki w lekkoatletyce w roku 2006 i 2008 oraz brązowego medalu na Igrzyskach afrykańskich w 2007.

## Rekordy życiowe
- Chód na 20 km – 1:40:12 (2008) rekord Etiopii